# Strensko
Strensko este o localitate din comuna Laško, Slovenia, cu o populație de 54 de locuitori.